# Olena Fedorova
Olena Olehivna Fedorova (Mykolaiv, 14 de novembro de 1986) é uma saltadora ucraniana, especialista no trampolim.

## Carreira
Olena Fedorova já esteve em quatro Olimpíadas, de 2004 a 2016.

### Rio 2016
Olena Fedorova representou seu país nos Jogos Olímpicos de Verão de 2016, na qual ficou em 12º lugar nas finais do trampolim individual. 